# Adhan
Adhan (arab. أذان adhan) – wezwanie wyznawców islamu do modlitwy (salat), która należy do obowiązków każdego muzułmanina. Adhan został przyjęty przez twórcę i proroka Mahometa ok. roku 624. Wygłaszany jest z minaretu przez muezina, który pięć razy w ciągu dnia wzywa do modlitwy. Wypowiadanie i deklamacja adhan składa się z 7 formuł:

## Tekst adhanu
| Liczba powtórzeń | Po arabsku              | Transkrypcja                       | Przekład                                    |
| ---------------- | ----------------------- | ---------------------------------- | ------------------------------------------- |
| 4x               | الله اكبر               | Allahu akbar                       | Bóg jest wielki                             |
| 2x               | اشهد ان لا اله الا الله | Aszhadu ana la ilaha illa'llah     | Wyznaję, że nie ma boga prócz Boga Jedynego |
| 2x               | اشهد ان محمدا رسول الله | Aszhadu ana Muhammadan rasulu'llah | Wyznaję, że Mahomet jest wysłannikiem Boga  |
| 2x               | حي على الصلاة           | Hajja 'ala's-salat                 | Przychodźcie na modlitwę                    |
| 2x               | حي على الفلاح           | Hajja 'ala'-l-falah                | Przychodźcie ku zbawieniu                   |
| 2x               | الله اكبر               | Allahu akbar                       | Bóg jest wielki                             |
| 1x               | لا اله الا الله         | La ilaha illa'llah                 | Nie ma boga prócz Boga Jedynego             |

* tylko przed pierwszą modlitwą każdego dnia (Al-Fajr)
W niektórych odłamach islamu zgodnie z wytycznymi niektóre z tych elementów mogą być powtarzane, opuszczone lub też możliwe jest poszerzenie danego tekstu o dodatkowe formułki, np. do wzywającego na poranną modlitwę salat as-subh dodawana jest formułka:
| Liczba powtórzeń | Po arabsku          | Transkrypcja                 | Przekład                    |
| ---------------- | ------------------- | ---------------------------- | --------------------------- |
| 2x               | الصلاة خير من النوم | As-salat chajrun min an-naum | Modlitwa jest lepsza od snu |

Z okazji niektórych świąt muzułmańskich wezwanie do modłów składa się tylko ze zwrotu As-salat dżami' atan (Módlcie się wszyscy), po którym następują formuły wychwalające Allaha. Formuły te opuszcza się, gdy następuje wezwanie do modlitwy wieczornej salat al-maghrib.